# Актанов, Калий Кабдулович
Калий Кабдулович Актанов (каз. Қали Қабдұлұлы Ақтанов; 1924; Карасуский район, Кустанайская область, КазССР, СССР — 2005; Костанайская область) — советский и казахский военный комиссар, участник Великой Отечественной войны, ветеран труда.

## Биография
Родился в 1924 году в селе Елтай Карасуского района Костанайской области. Казах.
В августе 1942 года был призван в РККА Урицким райвоенкоматом и направлен в Златоустовское военное пулеметное училище.
С апреля 1943 года в звании младшего лейтенанта в боях на Ленинградском фронте. Принимал участие в прорыве блокады Ленинграда, освобождении Прибалтики, Польши, Венгрии, Чехословакии. Войну закончил в Германии в должности командира пулеметной роты.
Окончил Высший военный институт в г. Ленинграде. После демобилизации работал военным комиссаром в звании полковника в ряде районов области и в городе Кустанай.
С 1961 по 1978 годы — военный комиссар города Кустанай.

## Награды
- Орден Отечественной войны 2 степени (30 март 1944 года)
- Орден Отечественной войны 2 степени (5 сентября 1944 года)
- Орден Красной Звезды (25 сентября 1944 года)[1]
- Медаль «За победу над Германией в Великой Отечественной войне 1941—1945 гг.» (9 мая 1945 года)
- Медаль «За боевые заслуги» (21 августа 1951 года)[2]
- Орден Отечественной войны 1 степени (6 апреля 1985 года)[3]
- Медаль «За оборону Ленинграда»
- Медаль «За безупречную службу» 2 и 3 степени
- Указом президента РК от 3 мая 1995 года награждён орденом «Отан» один из высших орденов Республики Казахстан (награда вручена из рук Президента РК в резиденции в Алматы.)
- звания «Почётный гражданин города Костанай» и др медали.